# Ярослав Връхлицки
Ярослав Връхлицки (на чешки: Jaroslav Vrchlický, 17 февруари 1853 г. в Лоуни, Чехия – 9 септември 1912 г. в Домажлице) е един от най-великите чешки лирични поети, номиниран за Нобелова награда за литература осем пъти.

## Биография
Той е роден на 17 февруари 1853 г. в семейството на търговеца Якуб Фрида и съпругата му Мария, записан под името Емил Якуб Фрида (Emilius Jakob Frida).  Десет години живее при вуйчо си, който е католически свещеник близо до Колин, където учи начално и основно образование. През 1862 г. записва престижната гимназия в Слани, учи известно време в Прага и през 1872 г. завършва с матура в Клатови. Воден от примера на своя вуйчо, Връхлицки се записва студент в Пражката архиепископска семинария. През 1873 г. се прехвърля във факултета по изкуствата на Карловия университет в Прага, където учи история, философия и романска филология при Ернест Денис. В Прага Връхлицки се сприятелява със Зикмунд Винтер, Йозеф Вацлав Сладек и Алоис Ирасек, с които създава писателския кръг Лумировци (по името на литературното списание Лумир). От 1875 г. Връхлицки работи като секретар и преподавател за синовете на благородниците Монтекуколи, първо в Мерано в близост до Модена, а по-късно в Ливорно.
След кратко завръщане работи в педагогическия институт в Прага, но тази дейност не му допада. Благодарение на застъпничество от страна на Монтекуколи пред граф Леополд фон Tун и Хоеншайн, през 1877 г. Връхлицки е назначен за секретар на пражката Чешка политехника, а по-късно става професор по съвременни науки и е удостоен с титлата доктор хонорис кауза.
През 1901 г. заедно с композитора Антонин Дворжак Връхлицки е посветен в рицарско звание, а австрийският император Франц Йосиф I го назначава за член на горната камара на Императорския съвет на Виена.
Връхлицки е активен поборник за всеобщо избирателно право. Той е член на Кралската академия в Падуа, член на Полското общество в Париж, а също и почетен гражданин на много градове в Чехия. През 1893 г. е назначен за професор по европейска литература в Карловия университет. Той е и член на Чешката академия на науките и изкуствата от 20 април 1890.

## Творчество
Автор на над 200 тома (включително над 80 книги с поезия и 50 пиеси), сред които „Епични поеми“ (1876), „Дух и свят“ (1878), „Симфонии“ (1878), „Витория Колонна“, „Митове“ (две книги) (1879), „Легенда за свети Прокоп“ (Legenda o svatém Prokopu), поетичните сборници под заглавие „Епопея на човечеството“ – „Древни сказания“ (1883), „Отломки от епопея“ (1886), „Нови отломки на епопея“ (1894), „Богове и хора“ (1899) и др; „Еклоги и песни“ (1879), „Селски балади“ (1885), „Твардовски“ (1885), „Сонети на самотния“ (1885), „Музика в душата“ (1886), „Фрески и гоблени“ (1890), трилогията „Хиподамия“ (1888 – 1891), „Братя“ (1889) и комедията „Една нощ в Карлщейн“ (1885); „Прозорец в бурята“ (1894), „Нови откъси от епопея“ (1895), „Богове и хора“ (1899), „Посвещения“ (1902), „Коралови острови“ (1908), „Скритите източници“ (1908), „Дървото на живота“ (1910), „Дамоклев меч“.
В България е публикувана „Прозорци в бурята“ (Издателско ателие Аб, 2003) в превод на Вътьо Раковски.
Връхлицки е автор на епична поезия, пиеси, проза и литературни есета и превежда от различни езици, с които въвежда Данте, Гьоте, Шели, Бодлер, Едгар Алън По и Уитман в чешката литература. Той е един от основните автори на списание „Лумир“ след 1851 г.

## Памет
Животът на Връхлицки е предмет на романа от 1997 „Za trochu lásky....“ („За малко любов ...“) на чешкия писател Франтишек Кожик. Заглавието е заимствано от една от поемите на Връхлицки.